# Vance Packard
Vance Packard (ur. 22 maja 1914 w Granville Summit w Pensylwanii, zm. 12 grudnia 1996 w Martha’s Vineyard, Massachusetts) – amerykański dziennikarz, krytyk społeczeństwa, autor szeregu publikacji.

## Życie i kariera
Packard w latach 1920–1932 uczęszczał do miejscowej szkoły publicznej w State College w Pensylwanii, gdzie jego ojciec zarządzał farmą, będącą własnością Pennsylvania State College (później Penn State University). Od 1932 do 1936 studiował anglistykę w Penn State University. Po ukończeniu studiów pracował krótko w lokalnym dzienniku Centre Daily Times. Magisterium uzyskał w 1937 roku w szkole dziennikarskiej na Columbia University.
W tym roku rozpoczął pracę reportera w Boston Daily Record a rok później ożenił się z Virginią Matthews. Od 1940 roku pracował jako reporter dla Associated Press – od 1942 do 1956 jako redaktor sekcji magazynu American. Po zamknięciu magazynu American przeniósł się do Collier, który też został zamknięty w 1956 roku. Packard poświęcił się wówczas pisaniu książek i w 1957 roku opublikował The Hidden Persuaders (Ukryci doradcy). Książka ta, uznawana za zwiastun publikacji utrzymanych w nurcie tzw. socjologii popularnej, osiągnęła olbrzymi sukces wydawniczy (w sumie sprzedano ponad million egzemplarzy tej pozycji), co pomogło Packardowi w rozwoju jego kariery jako krytyka życia społecznego, pełnoetatowego wykładowcy i autora książek. Packard zmarł w swoim domu letnim w Massachusetts w 1996 roku.

## Poglądy i publikacje
Książka The Hidden Persuaders zwróciła uwagę na manipulacje występujące w mediach w Ameryce w okresie powojennym (lata 50.) – na wykorzystywanie przez reklamodawców wyników badań nad motywacjami konsumentów i innych technik i efektów psychologicznych takich jak psychologia głębi i percepcja podprogowa. Manipulacje te zdaniem Packarda wpływać miały na oczekiwania i wzbudzać pożądanie nabycia produktów. Packard opisuje też techniki manipulacji stosowane wobec elektoratu w celu wypromowania polityków. Publikacja ta stawia pod znakiem zapytania moralność takich technik.
W następnych latach Packard opublikował kolejne książki krytykujące życie społeczne.
W roku 1959 ukazała się publikacja The Status Seekers (Goniący za statusem) opisująca zachowania i stratyfikację społeczeństwa amerykańskiego. W roku 1960 wydano The Waste Makers (Marnotrawcy). Książka ta krytykuje rozmyślne „wpisywanie” przestarzałości w cykl życia produktów, a także wpływ produktywności na charakter narodowy amerykanów. The Pyramid Climbers (Zdobywcy piramid) z 1962 roku to pozycja opisująca wpływ amerykańskich przedsiębiorstw na kadrę kierowniczą – zamknięte w sztywnych strukturach życie dyrektorów korporacji i konieczność zachowania konformizmu przez osoby chcące awansować w firmowej hierarchii. Wydana w 1964 roku praca The Naked Society (Nagie społeczeństwo) omawia zagrożenia dla prywatności jakie niosą za sobą skomputeryzowane bazy danych, nowoczesne techniki nadzoru i metody wpływu na zachowania ludzi. The Sexual Wilderness (Zdziczenie seksualne) opisuje rewolucję seksualną lat 60. i zmiany w relacjach pomiędzy mężczyznami i kobietami.
A Nation of Strangers (Naród obcych, 1972) krytykuje rozbijanie przez korporacje lokalnych struktur społecznych przez transfery kadry kierowniczej do innych lokalizacji geograficznych. The People Shapers (Modelatorzy ludzi) z 1977 roku krytykuje manipulowanie ludźmi poprzez psychologiczne i biologiczne testy i eksperymenty. Our Endangered Children (Nasze zagrożone dzieci) z 1983 roku – dyskutuje kwestie dorostania w zmieniającym się świecie i przestrzega, że amerykańskie zabieganie za pieniędzmi, władzą, statusem i seksem wiąże się z ignorancją potrzeb przyszłych populacji. The Ultra Rich. How Much Is Too Much? (Ultrabogaci. Jak wiele to zbyt wiele?, 1989) opisuje ekstrawagncję życia amerykańskich multimilionerów.

## Wybrane publikacje
- How to Pick a Mate (1946)
- Animal IQ (1950)
- The Hidden Persuaders (1957)
- The Status Seekers (1959)
- The Waste Makers (1960)
- The Pyramid Climbers (1962)
- The Naked Society (1964)
- The Sexual Wilderness (1968)
- A Nation of Strangers (1972)
- The People Shapers (1977)
- Our Endangered Children (1983)
- The Ultra Rich. How Much Is Too Much? (1989)

## Tłumaczenia publikacji na j.polski
- Ameryka zmienia charakter (fragment The Waste Makers 1960), [w:] Superameryka, antologia tekstów (tom I/II), Warszawa 1970, Państwowy Instytut Wydawniczy, seria Biblioteka Myśli Współczesnej
- Komercjalizacja życia w Ameryce (fragment The Waste Makers 1960), [w:] ibidem
- Koszty walki o lepsze miejsce (fragment The Status Seekers 1959), [w:] ibidem
- Długa droga z Kościoła do Kościoła (fragment The Status Seekers 1959), [w:] ibidem
- Kluby, loże i czarne gałki (fragment The Status Seekers 1959), [w:] ibidem
- Jednostka w niebezpieczeństwie (fragment The Naked Society 1964), [w:] ibidem
- Dla każdego „wizerunek własny” (fragment The Hidden Persuaders 1957), [w:] ibidem
- Sprzedaż nieśmiertelności (fragment The Hidden Persuaders 1957), [w:] ibidem
- Manipulacja masami, tłum. Maria Garnysz, Miesięcznik „Znak” nr 7 (49), s. 787–795.